# Callistege regia
Callistege regia är en fjärilsart som beskrevs av Otto Staudinger 1888. Callistege regia ingår i släktet Callistege och familjen nattflyn. Inga underarter finns listade i Catalogue of Life.